# Rhein-Nahe
Rhein-Nahe est une Verbandsgemeinde (collectivité territoriale) de l'arrondissement de Mayence-Bingen dans la Rhénanie-Palatinat en Allemagne. Le siège de cette Verbandsgemeinde est dans la ville de Bingen, celle-ci n'est pas située sur le territoire de la municipalité.
La Verbandsgemeinde de Rhein-Nahe consiste en cette liste d'Ortsgemeinden (municipalités locales) :

Localisation de la Verbandsgemeinde de Rhein-Nahe dans l'arrondissement de Mayence-Bingen

- Bacharach
- Breitscheid
- Manubach
- Münster-Sarmsheim
- Niederheimbach
- Oberdiebach
- Oberheimbach
- Trechtingshausen
- Waldalgesheim
- Weiler bei Bingen